# Steinach (Turingia)
Steinach è una città di 3 688 abitanti della Turingia, in Germania.
Appartiene al circondario (Landkreis) del Sonneberg (targa SON).